# Nordrhein-Westfälische Ornithologengesellschaft
Die Nordrhein-Westfälische Ornithologengesellschaft (NWO) ist ein ornithologischer Verein mit Sitz in Bonn. Sie entstand 1998 durch die Fusion der Gesellschaft Rheinischer Ornithologen (GRO) mit der Westfälischen Ornithologengesellschaft (WOG). Ihr Zweck ist die Förderung der Vogelkunde und des Vogelschutzes, insbesondere der landeskundlichen Vogelforschung.

## Projekte
Die NWO betreibt verschiedene Projekte. Dazu zählen das Projekt Brutvogelatlas für NRW. Dazu wurden die landesweiten Kartierungsergebnisse im Buch Die Brutvögel Nordrhein-Westfalens herausgeben. Es wurde die Rot- und Schwarzmilankartierung in Nordrhein-Westfalen 2011/2012 durchgeführt und die Ergebnisse publiziert. 2014 wurde die NRW-Kiebitz-Kartierung 2014 durchgeführt und die Ergebnisse publiziert. Im Projekt Phänologie werden die Geographische Variation der Phänologie ausgewählter häufiger Arten in NRW dokumentiert.

## Zeitschriften und Bücher
Die NWO gibt den Charadrius und die NWO-Mitteilungen heraus. Die NWO hat seit der Gründung eine Reihe von Büchern wie die Brutvögelavifaunen Die Brutvögel Nordrhein-Westfalens, Die Brutvögel der Wahner Heide und Die Vögel des Rheinlandes (Nordrhein) - Ein Atlas der Brut- und Wintervogelverbreitung 1990 bis 2000 herausgebracht.

## Preise der NWO
Die NWO vergibt jedes Jahr zwei Preise. Dabei handelt es sich um den NWO-Preis und den NWO-Förderpreis. Der NWO-Preis würdigt besondere Leistungen auf dem Gebiet der Ornithologie in NRW von Mitgliedern der NWO. Zur Preisverleihung gibt es eine Urkunde mit Laudatio und einen Geldbetrag von 500 €. Mit dem NWO-Förderpreis werden junge Ornithologen, auch ohne Mitgliedschaft, für besondere Leistungen ausgezeichnet. Der Preis besteht aus einer Urkunde mit Laudatio, einer dreijährigen beitragsfreien Mitgliedschaft in der NWO und einem Geldbetrag von 300 €.

## Bekannte Angehörige
- Theodor Mebs (1930–2017), Ehrenmitglied